# Rubén Botta
Rubén Alejandro Botta Montero (* 31. Januar 1990 in San Juan) ist ein argentinisch-italienischer Fußballspieler, der bei CA San Lorenzo in seinem Heimatland unter Vertrag steht.

## Karriere
Rubén Botta begann seine Profikarriere beim argentinischen Verein CA Tigre, wo er am 22. März 2009 zum ersten Mal in der Primera Division eingesetzt wurde. 2012 sammelte er seine ersten Erfahrungen in internationalen Spielen, als er mit Tigre an der Copa Sudamericana teilnahm. Seine Mannschaft konnte bis ins Finale dieses Bewerbs vordringen, musste sich dort allerdings dem FC São Paulo geschlagen geben. Botta selbst verpasste aufgrund einer Rotsperre nur ein einziges Spiel der K.-o.-Phase dieses Turniers und konnte zwei Bewerbstreffer erzielen. Bei der Copa Libertadores 2013 traf er in der Gruppenphase vier Mal, schied mit seiner Mannschaft aber im Achtelfinale gegen Club Olimpia aus. 
Im März 2013 unterzeichnete der Mittelfeldspieler, der sowohl einen argentinischen als auch einen italienischen Pass besitzt, einen Fünfjahresvertrag beim Seria-A-Club Inter Mailand, der ihm pro Spielzeit eine Million Euro einbringt. Da Bottas Vertrag bei Tigre aber erst im Sommer 2013 endete, lief er weiterhin für den argentinischen Verein auf. Dabei zog er sich im Achtelfinal-Hinspiel der Copa Libertadores 2013 gegen Olimpia eine Verletzung des Kreuzbandes und Meniskus des linken Knies zu. Diese führte dazu, dass Botta, der von Inter eine halbe Spielzeit an Serie-A-Konkurrenten AS Livorno ausgeliehen wurde, die komplette Hinrunde der Saison 2013/14 pausieren musste. Im Januar 2014 kehrte er zu den Mailändern zurück.
Zur Saison 2014/15 wechselte Botta gemeinsam mit Ezequiel Schelotto auf Leihbasis zu Chievo Verona. Nach dieser Saison gab Inter seinen Wechsel zum CF Pachuca in die mexikanische Liga MX bekannt.